# Sape Kuiper
Sape Kuiper (Arnhem, 3 februari 1924 - Overveen, 1 oktober 1943) was verzetsman tijdens de Tweede Wereldoorlog.
Sape was de zoon van Taco (1894-1945) en Leni Kuiper. Taco sloot zich in 1931 aan bij de Communistische Partij Nederland.
Sape Kuiper studeerde sinds 1941 in Delft en wilde civiel-ingenieur worden. Hij haalde na een jaar zijn propedeuse en sloot zich aan bij het studentenverzet. Hij dook in mei 1943 onder. Hij was, net als zijn broer Bram, lid van CS-6, een communistische verzetsgroep in Amsterdam. Hij hielp Joodse onderduikers en fabriceerde met Leo Frijda en Olaf Thingberg Thomsen (1919-1943) ontstekingsmiddelen. Hiermee werd onder meer geprobeerd de bioscoop op het Rembrandtplein in Amsterdam in brand te steken omdat daar Duitse propagandafilms werden vertoond.
Kuiper was ook betrokken bij liquidaties. Op 15 juli 1943 pleegde hij met Johan Kalshoven (1922-1943) een aanslag op politieman Blonk en diens echtgenote en op 22 juli 1943 liquideerde hij samen met Hans Geul de Amsterdamse tandarts H.E.B. de Jonge Cohen, die adressen van Joodse klanten aan de Sipo doorgaf. Hij werd daarna gearresteerd en op 1 oktober 1943 in de duinen bij Overveen gefusilleerd.  
Hij is begraven op Erebegraafplaats Bloemendaal.